# Gnaphosa chiapas
Espèce
Gnaphosa chiapas est une espèce d'araignées aranéomorphes de la famille des Gnaphosidae.

## Distribution
Cette espèce est endémique du Chiapas au Mexique,. Elle se rencontre à El Real.

## Description
La femelle holotype mesure 3,60 mm.

## Étymologie
Son nom d'espèce lui a été donné en référence au lieu de sa découverte, le Chiapas.

## Publication originale
- Platnick & Shadab, 1975 : A revision of the spider genus Gnaphosa (Araneae, Gnaphosidae) in America. Bulletin of the American Museum of Natural History, no 155, p. 1-66 (texte intégral).